# Burg Hielock
Die Burg Hielock ist eine abgegangene Höhenburg auf 745 m ü. NN östlich oberhalb des Ortsteils Mägerkingen der Stadt Trochtelfingen im Landkreis Reutlingen in Baden-Württemberg.

## Lage

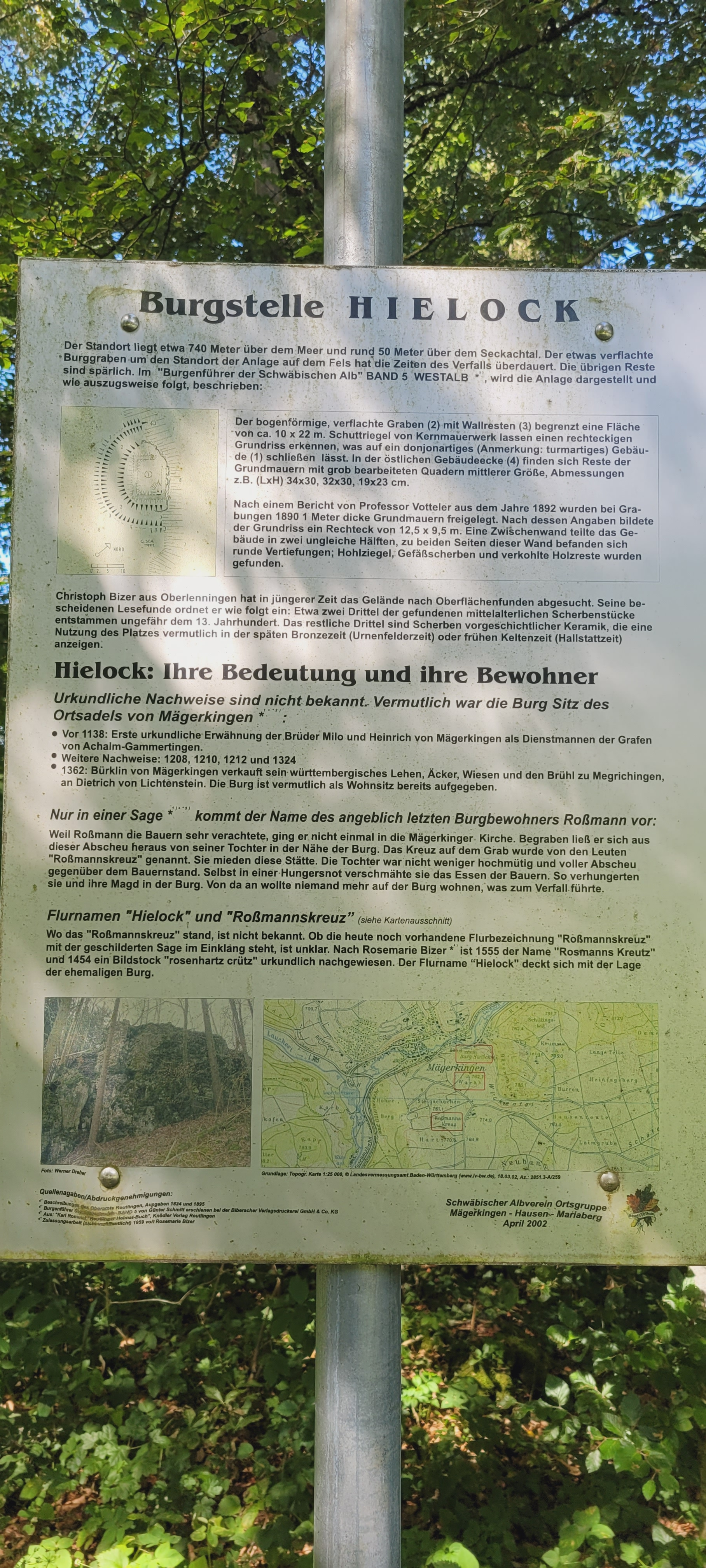
Infotafel an der Burgstelle

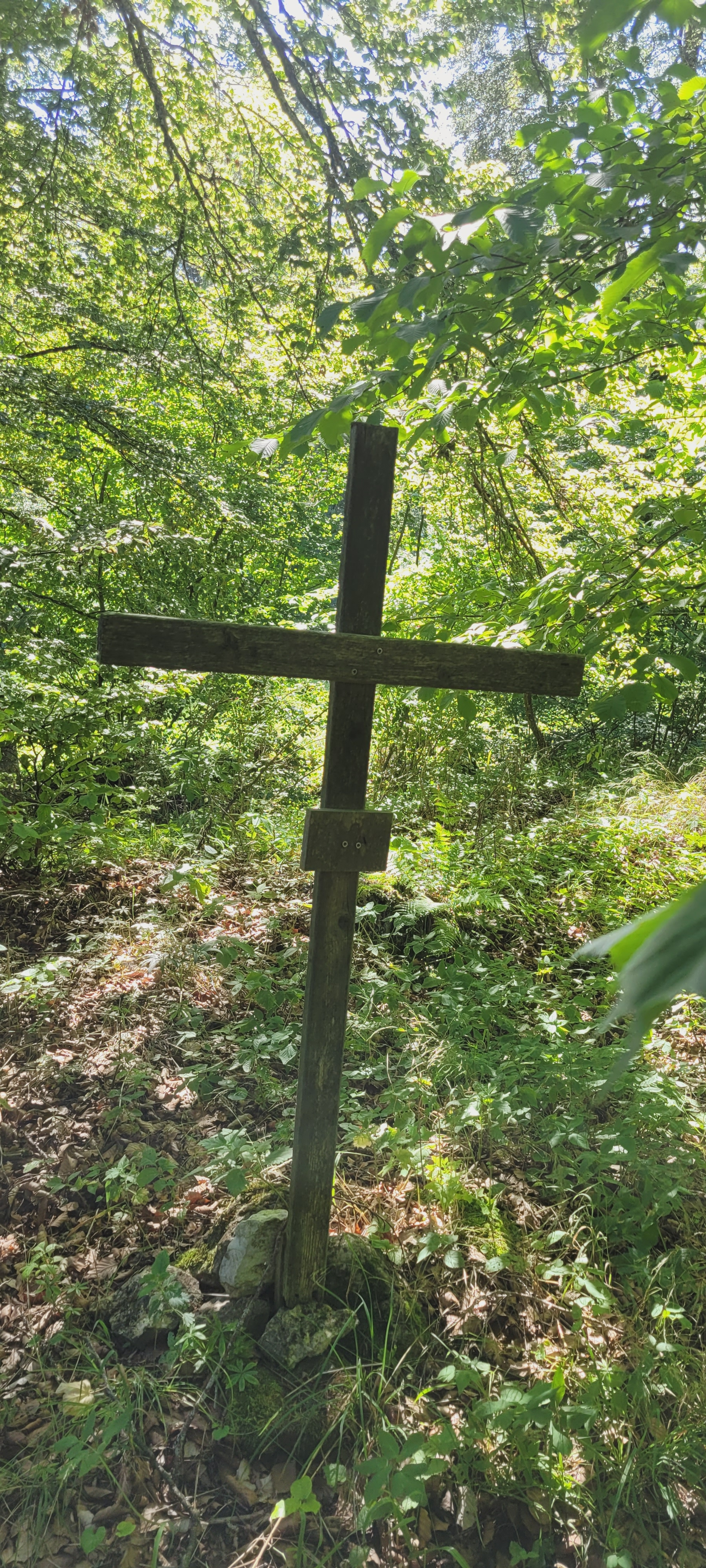
Nachgestelltes Roßmanns-Kreuz an der Burgstelle

Die Burgstelle liegt am Rand einer nach Süden weiter wellig ansteigenden Hochfläche südöstlich von Mägerkingen auf etwa 740 m Höhe und 50 m über dem Tal der nördlich nach Westen vorbeifließenden Seckach, die nur etwa einen Kilometer westwärts in den Donauzufluss Lauchert mündet. Die nur leicht erhöhte, kleine Burgstelle ist durch einen halbkreisförmigen Halsgraben nach Süden von der Hochfläche getrennt. Der Flurname Hielock ging vermutlich auf die Burg über.

## Geschichte
Die Burg wurde Anfang des 12. Jahrhunderts vermutlich von den Herren Milo und Heinrich von Mägerkingen erbaut, die bereits vor 1138 erwähnt wurden, und war wohl im Besitz der Herren von Mägerkingen. Die Mägerkinger standen im Dienst der Grafen von Gammertingen, die jedoch kurz danach ausstarben. Weitere urkundliche Nachweise stammen aus dem ersten Viertel des 13. Jahrhunderts (1208, 1210, 1212), ein weiterer Beleg ist von 1324. 1362 ist ein Bürklin von Mägerkingen bekannt, der seinen württembergischen Lehensbesitz an Dietrich von Liechtenstein verkauft. Vermutlich war der Burgsitz um diese Zeit bereits aufgegeben. Zwei Drittel der mittelalterlichen Scherben- und Lesefunde werden ins 13. Jahrhundert geschätzt. Der Rest wird der späten Bronzezeit (Urnenfelderkultur) bis in die Hallstattzeit zugeordnet und verweist auf die frühe Besiedlungszeit der Gegend.
1411 war die Burg im Besitz der Herren von Rechberg als Pfand der Grafen von Württemberg, 1437 bis 1441 im Besitz der Grafen von Werdenberg und später im Besitz der Stadt Trochtelfingen. 1890 wurden Grundmauern der Burg bei einer Ausgrabung durch einen Professor Votteler freigelegt.

## Beschreibung
Von der kleinen Burganlage auf einer Burgfläche von etwa 10 mal 22 Metern mit bogenförmigem Graben und Wall sind noch etwa einen Meter dicke Grundmauerreste eines wohnturmartigen Gebäudes erhalten, die schon 1890 ergraben wurden. Die meisten Reste befinden sich an einer östlichen Ecke. Das rechteckige als Turmburg oder Wohnturm anzusprechende Gebäude war, den Befunden nach, nicht mittig durch eine Zwischenmauer getrennt.
Eine Sage nach waren der letzte Besitzer der Burg mit Namen Roßmann sowie seine Tochter sehr hochmütig. Der Burgherr verachtete Bauern und Kirche und ließ sich bei seiner Burg begraben. Seine Tochter und ihre Magd sollen deshalb auf der Burg verhungert sein. Südlich der Burg findet sich heute noch eine Flur die Rossmannskreuz (1555) genannt wird. Gleichzeitig wurde ein Bildstock, als Rosenhartz Crütz bezeichnet, 1454 urkundlich.

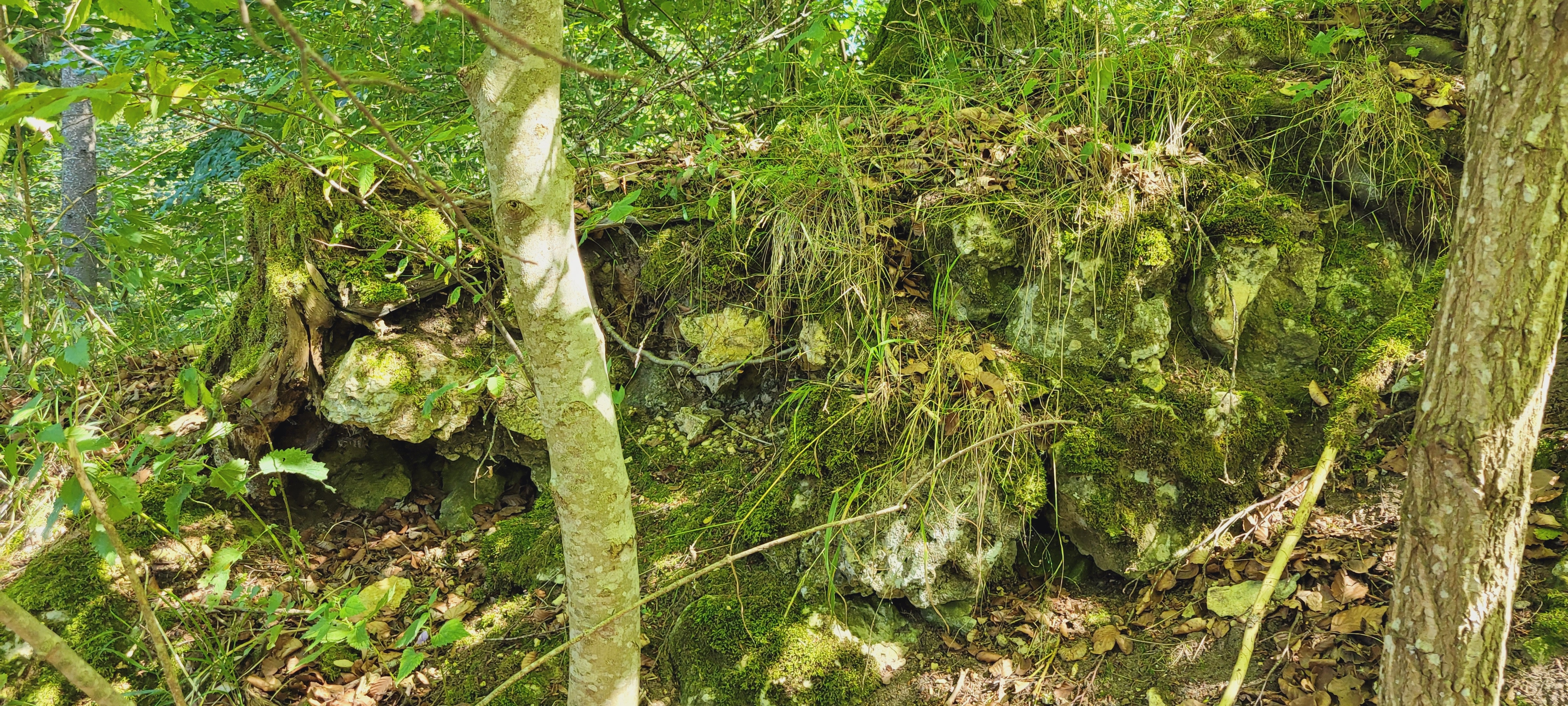
Vermutliche Mauerreste der Burg
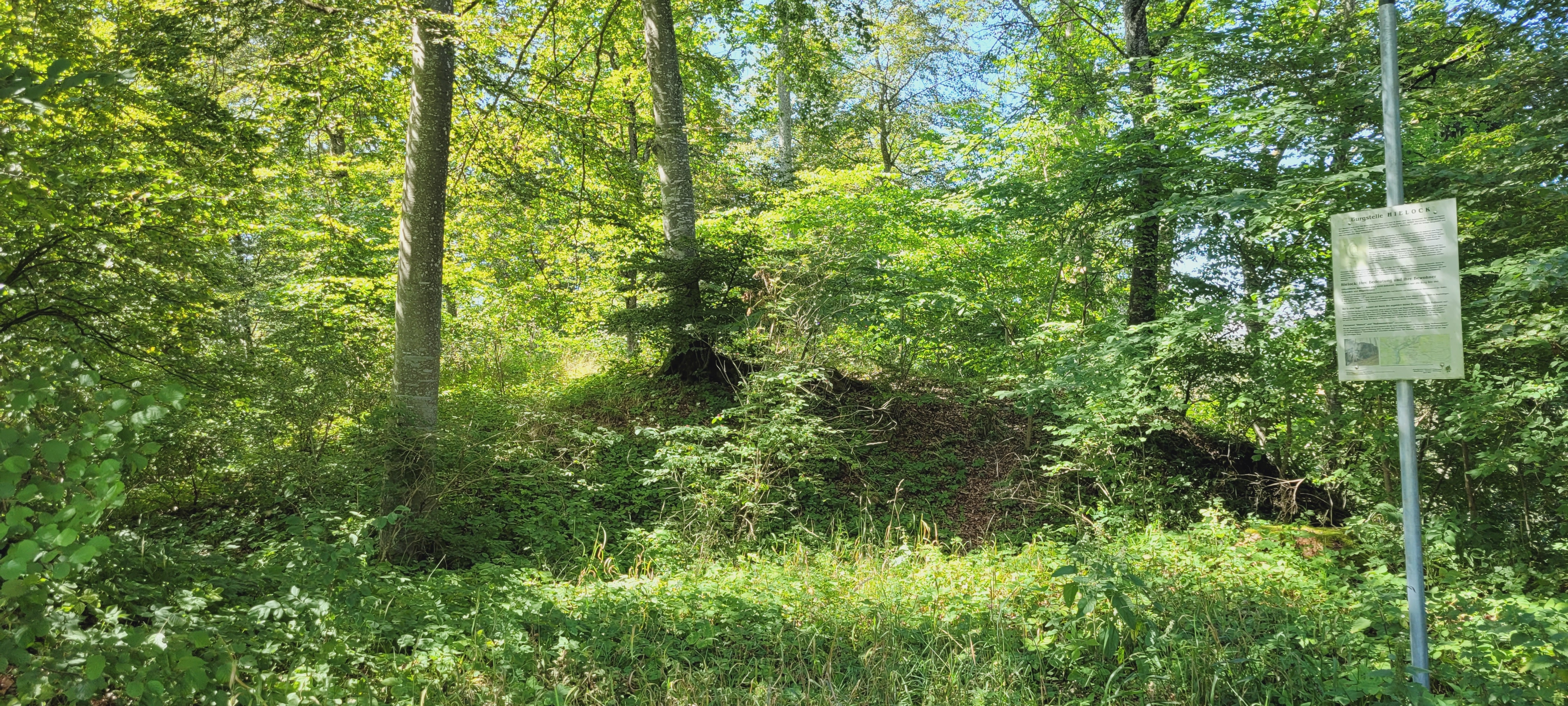
Halsgraben, Burghügel und Infotafel
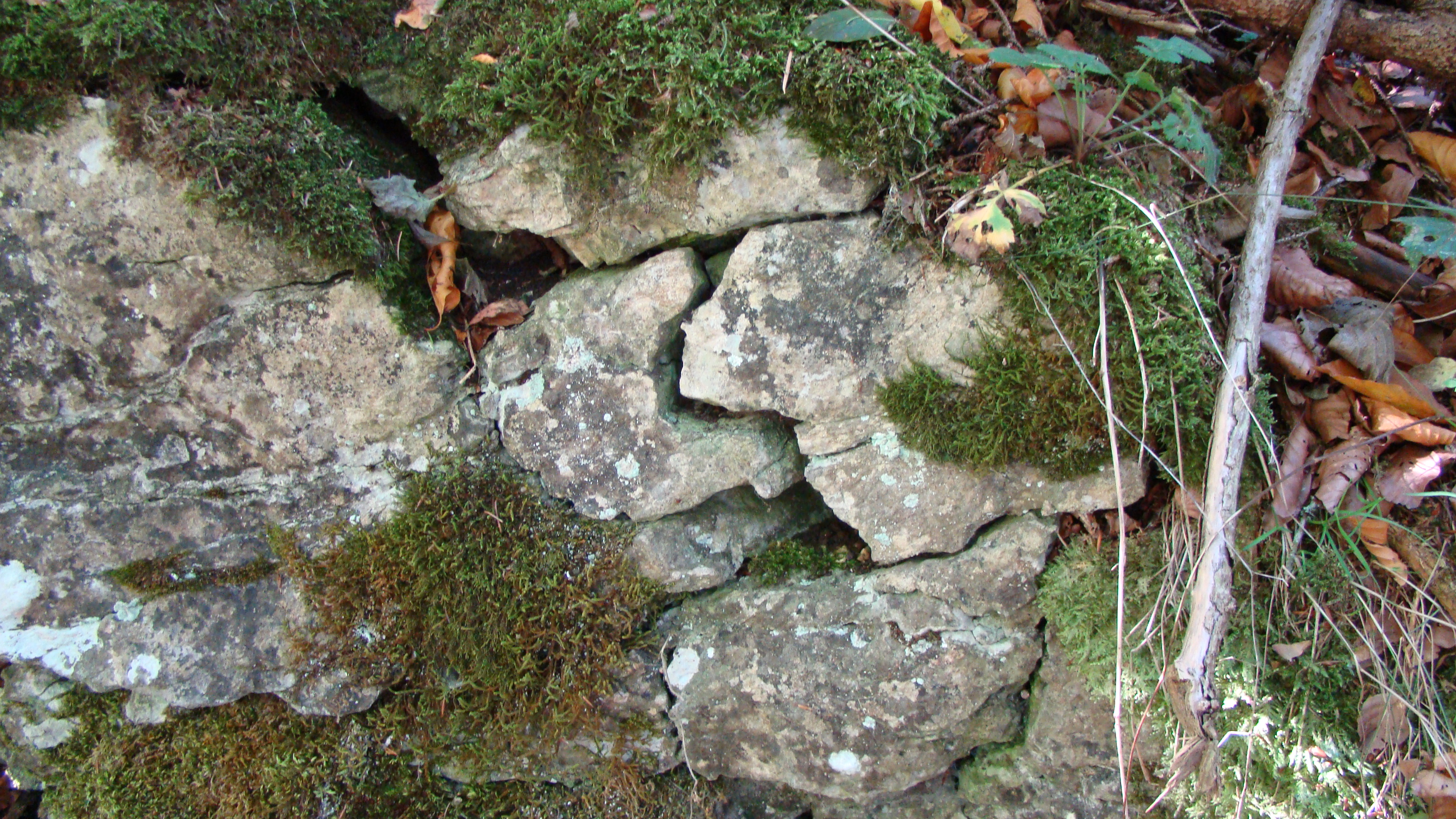
Restmauerwerk der ehemaligen Burg Hielock